# Fresenius Kabi
Die Fresenius Kabi AG mit Sitz in Bad Homburg vor der Höhe ist ein weltweit tätiges Gesundheitsunternehmen, das Medikamente und Medizinprodukte zur Infusion, Transfusion und klinischen Ernährung anbietet. Die Produkte und Dienstleistungen von Fresenius Kabi werden in der Therapie und Versorgung von kritisch und chronisch kranken Patienten eingesetzt. Das Produktportfolio umfasst intravenös zu verabreichende generische Arzneimittel, Infusionstherapien, klinische Ernährung und die dazugehörigen medizintechnischen Produkte zur Applikation. Im Bereich der Transfusionsmedizin und Zelltherapie bietet Fresenius Kabi Produkte zur Gewinnung von Blutkomponenten und für extrakorporale Therapieverfahren an. Im Biosimilars-Bereich konzentriert sich Fresenius Kabi auf Produkte mit den Schwerpunkten Onkologie und Autoimmunerkrankungen.
Fresenius Kabi beschäftigt insgesamt mehr als 43.000 Mitarbeiter und verfügt über ein Netzwerk von rund 70 Vertriebsgesellschaften und rund 60 Produktionsstätten. Im Geschäftsjahr 2023 erzielte das Unternehmen einen Umsatz von rund 8 Milliarden Euro. Die Fresenius Kabi AG ist eine hundertprozentige Tochtergesellschaft der Fresenius SE & Co. KGaA.

## Produktportfolio
Zum Sortiment für die intravenöse Therapie gehören Antibiotika, Anästhetika, Analgetika sowie Arzneimittel für die Onkologie. Das Portfolio für die Infusionstherapie umfasst verschiedene Lösungen zur Korrektur von Störungen im Elektrolyt- oder Säure-Basen-Haushalt, Volumenersatzlösungen und Trägerlösungen für kompatible Medikamente.
In der klinischen Ernährung bietet Fresenius Kabi parenterale (intravenös zu verabreichende) und enterale (Trink- und Sondennahrungen, die über den Magen-Darm-Trakt verabreicht werden) Ernährungsprodukte. Im Bereich der Medizinprodukte besteht ein umfangreiches Sortiment an Applikationstechnik und Applikationssystemen für die Infusion generischer Arzneimittel, Infusionstherapien und klinischer Ernährung. Im Biosimilars-Bereich konzentriert sich Fresenius Kabi auf Produkte mit den Schwerpunkten Autoimmunerkrankungen und Onkologie. Im Bereich der Transfusionsmedizin und Zelltherapie bietet Fresenius Kabi Produkte zur Gewinnung von Blutkomponenten und für extrakorporale Therapieverfahren an.

## Geschichte
Fresenius Kabi entstand 1999, als sich der Fresenius-Bereich Pharma mit dem Geschäft für klinische Ernährung (Kabi) des schwedischen Herstellers Pharmacia & Upjohn zusammenschloss. Kabi ist die Abkürzung des Namens des 1931 gegründeten, schwedischen Pharmaunternehmens Kärnbolaget Aktiebolag Biokemisk Industri (= Kerngeschäft Aktiengesellschaft Biochemische Industrie), das ab 1951 Kabi und ab 1970, nach Fusion mit der Firma Vitrum, Kabi Vitrum hieß.
Im Jahr 2000 erschloss Fresenius Kabi neue Wachstumsmärkte in Asien, Afrika und Lateinamerika. Das Unternehmen stärkte seine Marktposition mit Akquisitionen in Südafrika und der Tschechischen Republik sowie einem Joint Venture in Australien im Jahre 2004.
2005 kaufte Fresenius Kabi das portugiesische Pharmaunternehmen Labesfal (Laboratorio de Especialidades Farmaceuticas Almiro SA) aus Campo de Besteiros auf. Noch im selben Jahr folgte die Übernahme des deutschen Medizinprodukteherstellers Clinico GmbH (Infusions- und Ernährungspumpen) aus Bad Hersfeld in Hessen.
2006 erwarb Fresenius Kabi das argentinische Pharmaunternehmen Laboratorios Filaxis S.A., Buenos Aires.
2007 erfolgten weitere Übernahmen, um auf dem weltweiten Markt für Infusionstherapie verstärkt vertreten zu sein: die japanische Kyorin Pharmaceuticals Co. Ltd., Tokio, die chilenische Laboratorio Sanderson SA und der italienische Antibiotikahersteller Ribbon S.r.L., Mailand. Im selben Jahr erfolgte die Übernahme des Geschäftsfeldes Enterale Ernährung von Nestlé S.A. in Spanien und Frankreich.
2008 akquirierte Fresenius Kabi den indischen Generikahersteller Dabur Pharma Ltd. Im Sommer 2008 kaufte die Fresenius SE & Co. KGaA (ehem. Fresenius SE) das 1996 gegründete US-Pharmaunternehmen APP Pharmaceuticals aus Schaumburg, Illinois (USA), das intravenös zu verabreichende Generika in Illinois, New York herstellt. Der Kaufpreis belief sich für Fresenius inklusive Schuldenübernahme und Sonderzahlungen auf bis zu 5,6 Milliarden US-Dollar.
Ende 2012 erwarb Fresenius Kabi den Transfusionstechnologieanbieter Fenwal Inc., Lake Zurich, Illinois (USA) und erreichte damit eine weltweit führende Position in der Transfusionstechnologie mit einem umfassenden Produktportfolio zur Sammlung und Verarbeitung von Blutkomponenten und zur therapeutischen Behandlung von Patientenblut durch Aphereseverfahren.
Im Januar 2016 erwarb Fresenius Kabi in den USA eine Produktionsstätte und ein Portfolio von sieben I.V.-Arzneimitteln in vorgefüllten Fertigspritzen, die von Becton, Dickinson and Company („BD“), einem US-amerikanischen Medizintechnik-Unternehmen, verkauft wurden.
2017 übernahm Fresenius Kabi das Biosimilars-Geschäft von Merck. 
2019 führte Fresenius Kabi sein erstes Biosimilar-Produkt in Europa ein.

## Logistikzentren
- Niederlassung Berlin in Potsdam
- Niederlassung Friedberg und HemoCare in Friedberg
- Niederlassung Hannover in Langenhagen
- Niederlassung München in Garching-Hochbrück
- Niederlassung West in Hilden
- Niederlassung Stuttgart in Friolzheim
- Auftragsleitstelle Bad Homburg und Auftragserfassung Klinik in Bad Homburg vor der Höhe
- Distribution und Hochregallager in Friedberg (Hessen)